# مولهاوزن
مولهاوزن نام شهری در شمال غربی ایالت تورینگن آلمان است. بر اساس سرشماری سال ۲۰۰۶ میلادی جمعیت این شهر بالغ بر ۳۷۰۰۰ نفر می‌باشد.